# Sombernon
 Sombernon  es una población y comuna francesa, en la región de Borgoña, departamento de Côte-d'Or, en el distrito de Dijon y cantón de Sombernon.

## Geografía
En el municipio de Sombernon nace el río Brenne.

## Demografía
En 2012, la comuna contaba con 964 habitantes. La evolución demográfica se averigua a través de los censos de la población realizados desde 1793. A partir del siglo XXI, los censos de las comunas que cuentan con menos de 10 000 habitantes se celebran cada cinco años mientras que las demás comunas lo hacen cada año por sondeo.
| 724 | 591 | 561 | 582 | 713 | 773 | 778 | 964 |
| Para los censos de 1962 a 1999 la población legal corresponde a la población sin duplicidades (Fuente: INSEE [Consultar]) |     |     |     |     |     |     |     |

## Personalidades vinculadas a Sombernon
- Symphorien Charles-Jacques Mouard (1828-1890), obispo de Lahore
- Jacques Mercusot (1915 - 2000), político, antiguo alcalde de Sombernon, caballero de la Legión de Honor
- Eugène Spuller (1835 - 1896), ministro francés de educación del 30 de mayo al 12 de diciembre de 1887 y del 3 de diciembre de 1893 al 29 de mayo de 1894
- Henri Vincenot (1912 - 1985), escritor francés
- Benigne Fournier (1897 - 1958), Croix de guerre, antiguo senador, antiguo alcalde de Sombernon, vicepresidente del Consejo general de Côte-d'Or
- Louis Cortot (né en 1925), resistente francés, Compañero de la Liberación